# Danh sách tiểu hành tinh: 15701–15800
| Tên                 | Tên đầu tiên | Ngày phát hiện       | Nơi phát hiện          | Người phát hiện                                |
| ------------------- | ------------ | -------------------- | ---------------------- | ---------------------------------------------- |
| 15701 -             | 1987 RG1     | 13 tháng 9 năm 1987  | La Silla               | H. Debehogne                                   |
| 15702 Olegkotov     | 1987 RN3     | 2 tháng 9 năm 1987   | Nauchnij               | L. I. Chernykh                                 |
| 15703 -             | 1987 SU1     | 21 tháng 9 năm 1987  | Anderson Mesa          | E. Bowell                                      |
| 15704 -             | 1987 SE7     | 20 tháng 9 năm 1987  | Palomar                | J. Alu, E. F. Helin                            |
| 15705 Hautot        | 1988 AH5     | 14 tháng 1 năm 1988  | La Silla               | H. Debehogne                                   |
| 15706 -             | 1988 CE2     | 11 tháng 2 năm 1988  | La Silla               | E. W. Elst                                     |
| 15707 -             | 1988 RN4     | 1 tháng 9 năm 1988   | La Silla               | H. Debehogne                                   |
| 15708 -             | 1988 RB12    | 14 tháng 9 năm 1988  | Cerro Tololo           | S. J. Bus                                      |
| 15709 -             | 1988 XH1     | 7 tháng 12 năm 1988  | Kushiro                | S. Ueda, H. Kaneda                             |
| 15710 Böcklin       | 1989 AV6     | 11 tháng 1 năm 1989  | Tautenburg Observatory | F. Börngen                                     |
| 15711 -             | 1989 GZ1     | 3 tháng 4 năm 1989   | La Silla               | E. W. Elst                                     |
| 15712 -             | 1989 RN2     | 1 tháng 9 năm 1989   | Lake Tekapo            | A. C. Gilmore, P. M. Kilmartin                 |
| 15713 -             | 1989 SM4     | 16 tháng 9 năm 1989  | La Silla               | E. W. Elst                                     |
| 15714 -             | 1989 TL15    | 3 tháng 10 năm 1989  | La Silla               | H. Debehogne                                   |
| 15715 -             | 1989 UN1     | 28 tháng 10 năm 1989 | Kani                   | Y. Mizuno, T. Furuta                           |
| 15716 Narahara      | 1989 WY1     | 29 tháng 11 năm 1989 | Kitami                 | A. Takahashi, K. Watanabe                      |
| 15717 -             | 1990 BL1     | 21 tháng 1 năm 1990  | Palomar                | E. F. Helin                                    |
| 15718 -             | 1990 BB2     | 30 tháng 1 năm 1990  | Kushiro                | M. Matsuyama, K. Watanabe                      |
| 15719 -             | 1990 CF      | 1 tháng 2 năm 1990   | Dynic                  | A. Sugie                                       |
| 15720 -             | 1990 EN1     | 2 tháng 3 năm 1990   | La Silla               | E. W. Elst                                     |
| 15721 -             | 1990 OV      | 19 tháng 7 năm 1990  | Palomar                | E. F. Helin                                    |
| 15722 -             | 1990 QV2     | 24 tháng 8 năm 1990  | Palomar                | H. E. Holt                                     |
| 15723 Girraween     | 1990 SA2     | 20 tháng 9 năm 1990  | Geisei                 | T. Seki                                        |
| 15724 Zille         | 1990 TW3     | 12 tháng 10 năm 1990 | Tautenburg Observatory | F. Börngen, L. D. Schmadel                     |
| 15725 -             | 1990 TX4     | 9 tháng 10 năm 1990  | Siding Spring          | R. H. McNaught                                 |
| 15726 -             | 1990 TG5     | 9 tháng 10 năm 1990  | Siding Spring          | R. H. McNaught                                 |
| 15727 Ianmorison    | 1990 TO9     | 10 tháng 10 năm 1990 | Tautenburg Observatory | L. D. Schmadel, F. Börngen                     |
| 15728 Karlmay       | 1990 TG11    | 11 tháng 10 năm 1990 | Tautenburg Observatory | F. Börngen, L. D. Schmadel                     |
| 15729 Yumikoitahana | 1990 UB      | 16 tháng 10 năm 1990 | Kitami                 | A. Takahashi, K. Watanabe                      |
| 15730 -             | 1990 UA1     | 20 tháng 10 năm 1990 | Dynic                  | A. Sugie                                       |
| 15731 -             | 1990 UW2     | 16 tháng 10 năm 1990 | Harvard Observatory    | Oak Ridge Observatory                          |
| 15732 Vitusbering   | 1990 VZ5     | 15 tháng 11 năm 1990 | La Silla               | E. W. Elst                                     |
| 15733 -             | 1990 VB6     | 15 tháng 11 năm 1990 | La Silla               | E. W. Elst                                     |
| 15734 -             | 1990 WV1     | 18 tháng 11 năm 1990 | La Silla               | E. W. Elst                                     |
| 15735 Andakerkhoven | 1990 WF2     | 18 tháng 11 năm 1990 | La Silla               | E. W. Elst                                     |
| 15736 -             | 1990 XN      | 8 tháng 12 năm 1990  | Kitami                 | K. Endate, K. Watanabe                         |
| 15737 -             | 1991 CL      | 5 tháng 2 năm 1991   | Yorii                  | M. Arai, H. Mori                               |
| 15738 -             | 1991 DP      | 21 tháng 2 năm 1991  | Karasuyama             | S. Inoda, T. Urata                             |
| 15739 -             | 1991 ER      | 9 tháng 3 năm 1991   | Geisei                 | T. Seki                                        |
| 15740 Hyakumangoku  | 1991 EG1     | 15 tháng 3 năm 1991  | Kitami                 | K. Endate, K. Watanabe                         |
| 15741 -             | 1991 GZ6     | 8 tháng 4 năm 1991   | La Silla               | E. W. Elst                                     |
| 15742 -             | 1991 LB4     | 6 tháng 6 năm 1991   | La Silla               | E. W. Elst                                     |
| 15743 -             | 1991 ND7     | 12 tháng 7 năm 1991  | La Silla               | H. Debehogne                                   |
| 15744 -             | 1991 PU      | 5 tháng 8 năm 1991   | Palomar                | H. E. Holt                                     |
| 15745 -             | 1991 PM5     | 3 tháng 8 năm 1991   | La Silla               | E. W. Elst                                     |
| 15746 -             | 1991 PN8     | 5 tháng 8 năm 1991   | Palomar                | H. E. Holt                                     |
| 15747 -             | 1991 RW23    | 11 tháng 9 năm 1991  | Palomar                | H. E. Holt                                     |
| 15748 -             | 1991 RG25    | 11 tháng 9 năm 1991  | Palomar                | H. E. Holt                                     |
| 15749 -             | 1991 VT1     | 5 tháng 11 năm 1991  | Ojima                  | A. Natori, T. Urata                            |
| 15750 -             | 1991 VJ4     | 9 tháng 11 năm 1991  | Dynic                  | A. Sugie                                       |
| 15751 -             | 1991 VN4     | 10 tháng 11 năm 1991 | Kiyosato               | S. Otomo                                       |
| 15752 Eluard        | 1992 BD2     | 30 tháng 1 năm 1992  | La Silla               | E. W. Elst                                     |
| 15753 -             | 1992 DD10    | 29 tháng 2 năm 1992  | La Silla               | UESAC                                          |
| 15754 -             | 1992 EP      | 7 tháng 3 năm 1992   | Kushiro                | S. Ueda, H. Kaneda                             |
| 15755 -             | 1992 ET5     | 2 tháng 3 năm 1992   | La Silla               | UESAC                                          |
| 15756 -             | 1992 ET9     | 2 tháng 3 năm 1992   | La Silla               | UESAC                                          |
| 15757 -             | 1992 EJ13    | 2 tháng 3 năm 1992   | La Silla               | UESAC                                          |
| 15758 -             | 1992 FT1     | 30 tháng 3 năm 1992  | Kiyosato               | S. Otomo                                       |
| 15759 -             | 1992 GM4     | 4 tháng 4 năm 1992   | La Silla               | E. W. Elst                                     |
| 15760 -             | 1992 QB1     | 30 tháng 8 năm 1992  | Mauna Kea              | D. C. Jewitt, J. X. Luu                        |
| 15761 Schumi        | 1992 SM16    | 24 tháng 9 năm 1992  | Tautenburg Observatory | L. D. Schmadel, F. Börngen                     |
| 15762 Rühmann       | 1992 SR24    | 21 tháng 9 năm 1992  | Tautenburg Observatory | F. Börngen                                     |
| 15763 -             | 1992 UO5     | 16 tháng 10 năm 1992 | Kitami                 | K. Endate, K. Watanabe                         |
| 15764 -             | 1992 UL8     | 31 tháng 10 năm 1992 | Yatsugatake            | Y. Kushida, O. Muramatsu                       |
| 15765 -             | 1992 WU1     | 18 tháng 11 năm 1992 | Dynic                  | A. Sugie                                       |
| 15766 Strahlenberg  | 1993 BD13    | 22 tháng 1 năm 1993  | La Silla               | E. W. Elst                                     |
| 15767 -             | 1993 FN7     | 17 tháng 3 năm 1993  | La Silla               | UESAC                                          |
| 15768 -             | 1993 FW11    | 17 tháng 3 năm 1993  | La Silla               | UESAC                                          |
| 15769 -             | 1993 FP23    | 21 tháng 3 năm 1993  | La Silla               | UESAC                                          |
| 15770 -             | 1993 FL29    | 21 tháng 3 năm 1993  | La Silla               | UESAC                                          |
| 15771 -             | 1993 FS34    | 19 tháng 3 năm 1993  | La Silla               | UESAC                                          |
| 15772 -             | 1993 FW34    | 19 tháng 3 năm 1993  | La Silla               | UESAC                                          |
| 15773 -             | 1993 FO37    | 19 tháng 3 năm 1993  | La Silla               | UESAC                                          |
| 15774 -             | 1993 FK38    | 19 tháng 3 năm 1993  | La Silla               | UESAC                                          |
| 15775 -             | 1993 FA49    | 19 tháng 3 năm 1993  | La Silla               | UESAC                                          |
| 15776 -             | 1993 KO      | 20 tháng 5 năm 1993  | Kiyosato               | S. Otomo                                       |
| 15777 -             | 1993 LF      | 14 tháng 6 năm 1993  | Palomar                | H. E. Holt                                     |
| 15778 -             | 1993 NH      | 15 tháng 7 năm 1993  | Palomar                | E. F. Helin                                    |
| 15779 Scottroberts  | 1993 OA3     | 26 tháng 7 năm 1993  | Palomar                | C. S. Shoemaker, D. H. Levy                    |
| 15780 -             | 1993 OO3     | 20 tháng 7 năm 1993  | La Silla               | E. W. Elst                                     |
| 15781 -             | 1993 OJ7     | 20 tháng 7 năm 1993  | La Silla               | E. W. Elst                                     |
| 15782 -             | 1993 ON8     | 20 tháng 7 năm 1993  | La Silla               | E. W. Elst                                     |
| 15783 -             | 1993 PZ2     | 14 tháng 8 năm 1993  | Caussols               | E. W. Elst                                     |
| 15784 -             | 1993 QZ      | 20 tháng 8 năm 1993  | Palomar                | E. F. Helin                                    |
| 15785 de Villegas   | 1993 QO3     | 18 tháng 8 năm 1993  | Caussols               | E. W. Elst                                     |
| 15786 -             | 1993 RS      | 15 tháng 9 năm 1993  | Kitami                 | K. Endate, K. Watanabe                         |
| 15787 -             | 1993 RY7     | 15 tháng 9 năm 1993  | La Silla               | E. W. Elst                                     |
| 15788 -             | 1993 SB      | 16 tháng 9 năm 1993  | La Palma               | I. P. Williams, A. Fitzsimmons, D. O'Ceallaigh |
| 15789 -             | 1993 SC      | 17 tháng 9 năm 1993  | La Palma               | I. P. Williams, A. Fitzsimmons, D. O'Ceallaigh |
| 15790 Keizan        | 1993 TC      | 8 tháng 10 năm 1993  | Kagoshima              | M. Mukai, M. Takeishi                          |
| 15791 -             | 1993 TM1     | 15 tháng 10 năm 1993 | Kitami                 | K. Endate, K. Watanabe                         |
| 15792 -             | 1993 TS15    | 9 tháng 10 năm 1993  | La Silla               | E. W. Elst                                     |
| 15793 -             | 1993 TG19    | 9 tháng 10 năm 1993  | La Silla               | E. W. Elst                                     |
| 15794 -             | 1993 TG31    | 9 tháng 10 năm 1993  | La Silla               | E. W. Elst                                     |
| 15795 -             | 1993 TY38    | 9 tháng 10 năm 1993  | La Silla               | E. W. Elst                                     |
| 15796 -             | 1993 TZ38    | 9 tháng 10 năm 1993  | La Silla               | E. W. Elst                                     |
| 15797 -             | 1993 UD3     | 22 tháng 10 năm 1993 | Nyukasa                | M. Hirasawa, S. Suzuki                         |
| 15798 -             | 1993 VZ4     | 14 tháng 11 năm 1993 | Nyukasa                | M. Hirasawa, S. Suzuki                         |
| 15799 -             | 1993 XN      | 8 tháng 12 năm 1993  | Oizumi                 | T. Kobayashi                                   |
| 15800 -             | 1993 XP      | 8 tháng 12 năm 1993  | Oizumi                 | T. Kobayashi                                   |